# Шапошников Євген Іванович
Євген Іванович Шапошников (* 3 лютого 1942, хутір Великий Лог, Аксайський район Ростовська область — 8 грудня 2020) — радянський та російський військовий і політичний діяч, маршал авіації (26 серпня 1991 року), останній міністр оборони СРСР (серпень 1991 — лютий 1992), головнокомандувач Об'єднаних Збройних Сил СНД (1992—1993), головнокомандувач ВПС — заступник міністра оборони СРСР (1990—1991). Член ЦК КПРС у 1990—1991 роках.
Останній, хто мав звання маршала роду військ СРСР. Останній (за датою) в історії СРСР, кому було надано військове звання «маршал авіації» і взагалі зі словом «маршал» у найменуванні рангу.

## Життєпис
Шапошников Євген Іванович народився 3 лютого 1942 року на хуторі Великий Лог Аксайського району Ростовської области. 1963 року закінчив Харківське вище військово-авіаційне училище льотчиків імені двічі Героя Радянського Союзу С. І. Грицевця. Член КПРС з 1963 року.
Офіцерську службу розпочав у Прикарпатському військовому окрузі. З 1963 року був льотчиком, старшим льотчиком та штурманом полку, командував ескадрильєю. 1966 року поступив на навчання до Військово-повітряної академії ім. Ю. А. Гагаріна, яку закінчив у 1969. У період із 1971 по 1975 рік служив заступником командира авіаційного полку з політичної частини, потім командиром авіаційного полку. У 1975 році повернувся до Прикарпатського військового округу на посаду заступника командира авіаційної винищувальної дивізії, потім став командиром дивізії. У 1979 році призначений заступником командувача військово-повітряних сил Прикарпатського військового округу. У 1984 році закінчив Військову академію Генерального штабу Збройних сил СРСР.
У 1984 році посів посаду заступника командувача ВПС Одеського військового округу, а з 1985 року — командувач ВПС Одеського військового округу.
У 1987 році Шапошников призначений командувачем ВПС Групи радянських військ у Німеччині. З 1988 року очолив 16-ту повітряну армію у складі Групи радянських військ у Німеччині. У 1988 році призначений першим заступником головнокомандувача ВПС, а 13 липня 1990 року — головнокомандувачем ВПС — заступником міністра оборони СРСР.
23 серпня 1991 року, після провалу ГКЧП, президент Горбачов підписав указ про призначення Шапошникова міністром оборони СРСР і виніс це рішення на розгляд сесії Верховної Ради СРСР. 26 серпня Шапошникову присвоєно військове звання маршал авіації. 29 серпня Верховна Рада СРСР, згідно з пунктом 3 статті 113 Конституції СРСР, затвердила кандидатуру Шапошникова міністром оборони. 23 серпня вийшов із КПРС і сприяв департизації Збройних сил СРСР. З 1 жовтня до 25 грудня 1991 — член Ради оборони при президенті СРСР.
З листопада 1995 до березня 1997 року працював генеральним директором «Аерофлоту».
Був помічником президента Росії.
З 2003 року входив до керівництва ДКБ Сухого.
8 грудня 2020 року останній радянський міністр оборони маршал авіації Шапошников Євген Іванович помер у Москві у віці 78 років. За даними ЗМІ, причиною смерті стала коронавірусна інфекція. Похований на Троєкурівському цвинтарі.

## Нагороди
- орден Пошани (Російська Федерація) (2.02.2002)
- орден «За службу Батьківщині у Збройних Силах СРСР» ІІ ст.
- орден «За службу Батьківщині у Збройних Силах СРСР» ІІІ ст.
- орден Червоної Зірки
- медалі
- Заслужений військовий льотчик Російської Федерації (1992)